# HAM-3mm
A 3 mm-es amatőrsáv a milliméteres hullámú tartományban lévő rádióhullám, rádióamatőrök számára kijelölt sáv. A kijelölt frekvenciatartomány: 122250 – 123000 MHz.

## Terjedési sajátosságai
A 3 mm-es amatőrsáv a milliméteres hullámú rádiófrekvenciás tartományban van, ezért leginkább a milliméteres  hullámokra jellemző terjedési tulajdonságai vannak.
Ezen a sávon a hullámok terjedését a sűrű eső vagy erős hózápor csillapítja.
- direkt terjedés

## A 3 mm-es amatőrsávra vonatkozó nemzetközisávterv[3]
| ITU 1                                                                             | ITU 2 | ITU 3 |
| --------------------------------------------------------------------------------- | ----- | ----- |
| 122,25–123 GHz 1. ÁLLANDÓHELYŰ 2. MŰHOLDAK KÖZÖTTI 3. MOZGÓ 5.558 4. Amatőr 5.138 |       |       |

- 5.558 - Az 55,78−58,2 GHz, 59−64 GHz, 66−71 GHz, 122,25−123 GHz, 130−134 GHz, 167−174,8 GHz és a 191,8−200 GHz sávban a légi mozgószolgálat állomásai azzal a feltétellel üzemeltethetők, hogy nem okoznak káros zavarást a műholdak közötti szolgálatnak (lásd az 5.43 Bekezdést). (WRC‑2000)
- 5.138 - 122-123 GHz (sávközépi frekvencia 122,5 GHz) ipari, tudományos és orvosi (ISM) alkalmazások céljaira vehetők igénybe. Ezen frekvenciasávoknak az ISM alkalmazások általi használata az érdekelt igazgatások által azon más igazgatásokkal egyetértésben kiadott külön felhatalmazás alapján lehetséges, amelyeknek rádiótávközlési szolgálatai érintettek lehetnek. E rendelkezés alkalmazásakor az igazgatásoknak tekintetbe kell venniük a legújabb vonatkozó ITU‑R-ajánlásokat.

## A sávblokk Magyarországon érvényessávterve[4]
| 122,25–123 GHz | 122,25–123 GHz | 122,25–123 GHz | 122,25–123 GHz         | 122,25–123 GHz           | 122,25–123 GHz | 122,25–123 GHz                | 122,25–123 GHz         |
| A              | B              | C              | D                      | E                        | F              | G                             | H                      |
| -------------- | -------------- | -------------- | ---------------------- | ------------------------ | -------------- | ----------------------------- | ---------------------- |
| ÁLLANDÓHELYŰ   |                | E              |                        |                          |                |                               |                        |
| MOZGÓ          | 5.558          | E              |                        |                          |                |                               |                        |
| Amatőr         |                | P              | 2                      | K                        | Amatőrrádiózás | ECC/REC/(02)01 MSZ EN 301 783 | 3. melléklet 7. pont   |
|                |                | PN             |                        |                          | SRD            |                               | 3. melléklet 9.1. pont |
| 3              | K              | PN             | Általános alkalmazások | 3. melléklet 9.2.1. pont |                |                               |                        |
| 5.138          | -              | PN             | Ü                      | ISM alkalmazások         |                |                               |                        |

- Az A oszlop meghatározza az adott sávhoz rendelt egyes rádiószolgálatokat
- A B oszlop meghatározza a vonatkozó lábjegyzetet, a harmonizált katonai sávra
- A C oszlop meghatározza a polgári, a nem polgári vagy az együttes célú használatra történő felosztást. A polgári célú felosztást P, a nem polgári célút N és az együttes célút E jelöli.
- A D oszlop meghatározza az alkalmazás jellegét. Az elsődleges jelleget 1-es, a másodlagos jelleget 2-es, a harmadlagos jelleget 3-as szám jelöli.
- Az E oszlop meghatározza az alkalmazás használatbavételi lehetőségét. A kijelölt kategóriát K, a tervezett kategóriát T jelöli.
- Az F oszlop meghatározza az alkalmazás megnevezését.
- A G oszlop tartalmazza a vonatkozó nemzetközi és hazai dokumentumokra hivatkozásokat
- A H oszlop tartalmazza a frekvenciasávok használata során alkalmazandó további rádióspektrum-gazdálkodási követelményeket és jellemzőket, valamint sávhasználati feltételeket.

## Felosztása[5]
| Frekvenciatartomány (Hz) | Frekvenciatartomány (Hz) | Használható adóteljesítmény (W) | Használható adóteljesítmény (W) | Használható adóteljesítmény (W) | Használható sávszélesség (Hz) | Üzemmód/felhasználás        | Engedélyezett adásmód | Engedélyezett adásmód | Engedélyezett adásmód |
| Kezdete                  | Vége                     | Kezdő                           | CEPT                            | HAREC                           | Használható sávszélesség (Hz) | Üzemmód/felhasználás        | Kezdő                 | CEPT                  | HAREC |
| ------------------------ | ------------------------ | ------------------------------- | ------------------------------- | ------------------------------- | ----------------------------- | --------------------------- | --------------------- | --------------------- | --- |
| 122250000000             | 122251000000             | 0                               | 0                               | 30                              | 2700                          | Bármely keskenysávú adásmód |                       |                       | A1A, A1B, A1C, A1D, A2A, A2B, A2C, A2D, A3C, F1A, F1B, F1C, F1D, F2A, F2B, F2C, F2D, F3C, F3E, F3F, J2A, J2B, J2C, J2D, J2E, J3C, J3E, R3E           |
| 122251000000             | 123000000000             | 0                               | 0                               | 30                              |                               | Bármely szélessávú adásmód  |                       |                       | A1A, A1B, A1C, A1D, A2A, A2B, A2C, A2D, A3C, A3E, F1A, F1B, F1C, F1D, F2A, F2B, F2C, F2D, F3C, F3E, F3F, J2A, J2B, J2C, J2D, J2E, J3C, J3E, J3F, R3E |

## Gyakorlati felhasználása
A hullámhossz méretéből adódóan már kis méretben is készíthetőek nagy nyereségű antennák, így lehetőség van kísérletezni műholdas kommunikációval. Az antennakészítés ezen a sávokon precíz, finommechanikai munkát igényel.
Amatőr használatra széles sáv került kijelölésre, így lehetőség van szélessávú üzemmódok használatára.
A sáv használata kevéssé elterjedt, mivel csak drágább készülékekbe van beleépítve ennek a sávnak a használati lehetősége. Saját készülék építése erre a sávra nagy gyakorlatot igényel, valamint ezen a frekvencián megbízható alkatrészek beszerzése is költséges.